# Рак (рагби 15)
Рак (енгл. Ruck) је најбитнији елемент игре у рагбију 15. Рак је фаза игре у којој је бар по један играч из сваке екипе на ногама, у физичком контакту, изнад лопте која је на земљи. До рака долази када је играч са лоптом оборен на земљу. Екипа која очисти и прегура рак има посед лопте.